# Sergiu al III-lea de Neapole
Sergiu al III-lea (d. 997) a fost duce de Neapole de la anul 992 până la moarte.
Sergiu a fost precedat de tatăl său Marin al II-lea și succedat de Ioan al IV-lea.